# Chaleo Yoovidhya
Chaleo Yoovidhya, taj. เฉลียว อยู่วิทยา (ur. 17 sierpnia 1923 w Phichit, zm. 17 marca 2012 w Bangkoku) – tajski przedsiębiorca, twórca bezalkoholowego napoju pobudzającego Red Bull, jeden z najbogatszych ludzi w Tajlandii.
Yoovidhya opracował recepturę napoju Krating Daeng, który zyskał popularność dzięki swoim właściwościom energetyzującym. W 1984 roku nawiązał z nim współpracę austriacki przedsiębiorca Dietrich Mateschitz, który podjął się rozpowszechniania go na świecie. Obaj założyli spółkę pod nazwą Red Bull, która jest tłumaczeniem oryginalnej nazwy w języku tajskim. Yoovidhya i Mateschitz mieli po 49% udziałów, a syn Yoovidhyi 2%.
Czasopismo Forbes oszacowało jego majątek na 5 mld dolarów amerykańskich.
Zmarł 17 marca 2012 roku w Bangkoku.